# 蘇瓦烏基省
蘇瓦烏基省（województwo suwalskie）是波蘭歷史上的一個省，始於1975年。1999年1月1日被併入波德拉謝省和瓦爾米亞-馬祖里省。
1998年面積10,490平方公里。人口489,200人。首府蘇瓦烏基。